# .рф
.рф (ros. Российская Федерация) – krajowa domena internetowa najwyższego poziomu, przydzielona do Federacji Rosyjskiej. Została zaakceptowana przez ICANN w kwietniu 2010 i wprowadzona 13 maja 2010.
Nazwy stron internetowych w tej domenie zapisywane będą tylko w cyrylicy. Jest to pierwsza na świecie domena w tym alfabecie.